# London-Marathon 1995
| 15. London-Marathon    | 15. London-Marathon             |
| ---------------------- | ------------------------------- |
| Stadt                  | London, Vereinigtes Königreich  |
| Datum                  | 2. April 1995                   |
| Distanz                | 42,195 Kilometer                |
| Sieger                 |                                 |
| Männer                 | Dionicio Cerón (2:08:30 h)      |
| Frauen                 | Małgorzata Sobańska (2:27:43 h) |
| ← London-Marathon 1994 | London-Marathon 1996 →          |
| Website                | Offizielle Website              |

Der London-Marathon 1995 (offiziell: Nutrasweet London Marathon 1995) war die 15. Ausgabe der jährlich stattfindenden Laufveranstaltung in London, Vereinigtes Königreich. Der Marathon fand am 2. April 1995 statt.
Bei den Männern gewann Dionicio Cerón in 2:08:30 h, bei den Frauen Małgorzata Sobańska in 2:27:43 h.

## Ergebnisse

### Männer
| Platz | Athlet             | Land                   | Zeit (h) |
| ----- | ------------------ | ---------------------- | -------- |
| 01    | Dionicio Cerón     | Mexiko                 | 2:08:30  |
| 02    | Steve Moneghetti   | Australien             | 2:08:33  |
| 03    | António Pinto      | Portugal               | 2:08:48  |
| 04    | Xolile Yawa        | Südafrika              | 2:10:22  |
| 05    | Paul Evans         | Vereinigtes Königreich | 2:10:31  |
| 06    | Joaquim Pinheiro   | Portugal               | 2:10:35  |
| 07    | Willie Mtolo       | Südafrika              | 2:11:35  |
| 08    | Luigi di Lello     | Italien                | 2:11:36  |
| 09    | Johannes Mabitle   | Südafrika              | 2:11:39  |
| 10    | Zachariah Nyambaso | Kenia                  | 2:11:56  |

### Frauen
| Platz | Athletin              | Land                   | Zeit (h) |
| ----- | --------------------- | ---------------------- | -------- |
| 01    | Małgorzata Sobańska   | Polen                  | 2:27:43  |
| 02    | Maria Manuela Machado | Portugal               | 2:27:53  |
| 03    | Ritva Lemettinen      | Finnland               | 2:28:00  |
| 04    | Renata Kokowska       | Polen                  | 2:30:35  |
| 05    | Liz McColgan          | Vereinigtes Königreich | 2:31:14  |
| 06    | Kim Jones             | Vereinigte Staaten     | 2:31:36  |
| 07    | Katrin Dörre          | Deutschland            | 2:32:16  |
| 08    | Nyla Carroll          | Neuseeland             | 2:33:19  |
| 09    | Kerryn McCann         | Australien             | 2:33:23  |
| 10    | Anita Håkenstad       | Norwegen               | 2:33:56  |